# Gates to Purgatory
Gates to Purgatory debitanski je studijski album njemačkog heavy metal-sastava Running Wild. Diskografska kuća Noise Records objavila ga je 26. prosinca 1984. Tekstovi na albumu govore o sotonizmu, ali i o anarhiji i libertarijanizmu. 
Prodan je u više od 235 000 primjeraka. Godine 2012. diskografska kuća Lemon Records ponovno je objavila album, a pet godina poslije objavio ga je Noise Records.

## Popis pjesama
| 1. | »Victim of States Power« | 3:39 |
| 2. | »Black Demon«            | 4:28 |
| 3. | »Preacher«               | 4:25 |
| 4. | »Soliders of Hell«       | 3:30 |

| Strana B | Strana B               | Strana B | Strana B | Strana B | Strana B | Strana B | Strana B | Strana B | Strana B |
| Br.      | Skladba                | Trajanje |          |          |          |          |          |          |          |
| -------- | ---------------------- | -------- | -------- | -------- | -------- | -------- | -------- | -------- | -------- |
| 5.       | »Diabolic Force«       | 5:04     |          |          |          |          |          |          |          |
| 6.       | »Adrian S.O.S.«        | 2:54     |          |          |          |          |          |          |          |
| 7.       | »Genghis Khan«         | 4:13     |          |          |          |          |          |          |          |
| 8.       | »Prisoner of Our Time« | 5:26     |          |          |          |          |          |          |          |
| 33:39    |                        |          |          |          |          |          |          |          |          |

| Dodatne pjesme na američkom i kanadskom izdanju | Dodatne pjesme na američkom i kanadskom izdanju | Dodatne pjesme na američkom i kanadskom izdanju | Dodatne pjesme na američkom i kanadskom izdanju | Dodatne pjesme na američkom i kanadskom izdanju | Dodatne pjesme na američkom i kanadskom izdanju | Dodatne pjesme na američkom i kanadskom izdanju | Dodatne pjesme na američkom i kanadskom izdanju | Dodatne pjesme na američkom i kanadskom izdanju | Dodatne pjesme na američkom i kanadskom izdanju |
| Br.                                             | Skladba                                         | Trajanje                                        |                                                 |                                                 |                                                 |                                                 |                                                 |                                                 |                                                 |
| ----------------------------------------------- | ----------------------------------------------- | ----------------------------------------------- | ----------------------------------------------- | ----------------------------------------------- | ----------------------------------------------- | ----------------------------------------------- | ----------------------------------------------- | ----------------------------------------------- | ----------------------------------------------- |
| 9.                                              | »Walpurgis Night«                               | 4:41                                            |                                                 |                                                 |                                                 |                                                 |                                                 |                                                 |                                                 |
| 10.                                             | »Satan«                                         | 4:08                                            |                                                 |                                                 |                                                 |                                                 |                                                 |                                                 |                                                 |
| 42:28                                           |                                                 |                                                 |                                                 |                                                 |                                                 |                                                 |                                                 |                                                 |                                                 |

## Zasluge
| Running Wild - Rock'n Rolf – vokal, gitara - Preacher – gitara, prateći vokal - Stephan – bas-gitara - Hasche – bubnjevi | Ostalo osoblje - Horst Müller – snimanje - D. Magnussen – fotografije - Malbuch – tipografija |